# Ernst Caramelle

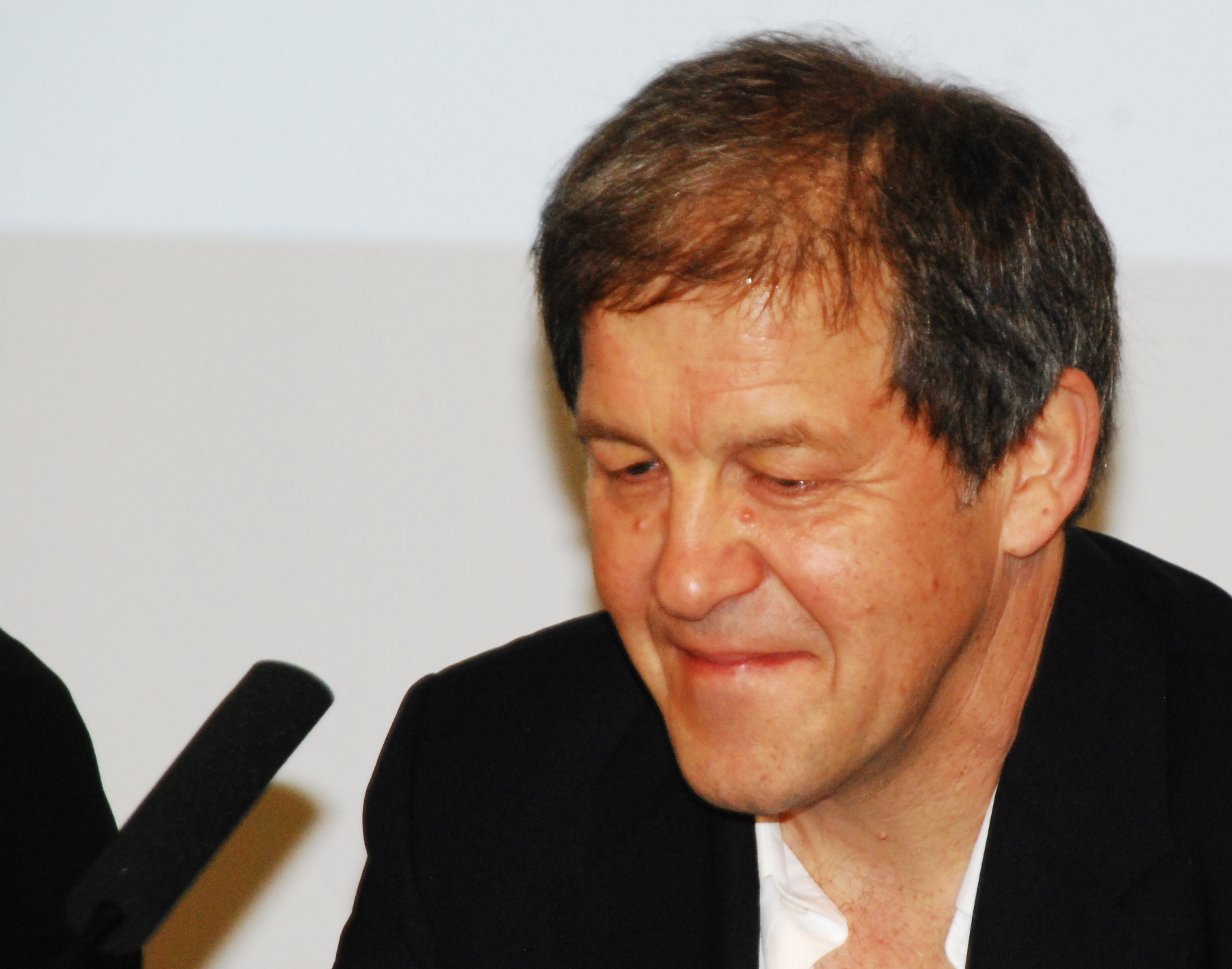
Ernst Caramelle (2012)

Ernst Caramelle (* 15. März 1952 in Hall in Tirol) ist ein österreichischer Künstler. Seit 1994 war er Professor an der Kunstakademie Karlsruhe, deren Rektor er von 2012 bis 2018 war. 

## Leben
Ernst Caramelle studierte von 1970 bis 1976 an der Hochschule für angewandte Kunst in Wien u. a. bei Oswald Oberhuber. 1974 war er Research Fellow am Massachusetts Institute of Technology. Von 1981 bis 1983 lehrte er an der Städelschule in Frankfurt am Main und von 1986 bis 1990 an der Universität für angewandte Kunst Wien (bis 30. September 1998 Hochschule für angewandte Kunst.) 1992 war er Teilnehmer der  Documenta IX. Seit 1994 ist er Professor für Malerei an der Kunstakademie Karlsruhe, zu deren Rektor er im September 2012 ernannt wurde. 2001 erhielt er den  Tiroler Landespreis für Kunst. Er wird repräsentiert von der Galerie nächst St. Stephan, Mai 36 Galerie und Peter Freeman Inc. Caramelle lebt seit 1980 in Karlsruhe, Frankfurt am Main und New York City.

## Einzelausstellungen
- 1981: Frankfurter Kunstverein[4]
- 1982: Kunsthalle Basel[4]
- 1987: De Appel, Amsterdam[4]
- 1990: Nationalgalerie Berlin[4]
- 1993: Portikus, Frankfurt am Main[4]
- 1993: Wiener Secession[4]
- 2018: Marta Herford[4]
- 2018: mumok, Wien[4]

## Sammlungen
- Albertina, Wien[5]
- Bonnefantenmuseum, Maastricht[4]
- Generali Foundation, Salzburg[2]
- MoMA, New York[6]
- Centre Georges Pompidou, Paris[4]
- Museu de Arte Contemporânea de Serralves, Porto[4]
- Whitney, New York[7]